# Chikkakallahalli, Malur
Chikkakallahalli là một làng thuộc tehsil Malur, huyện Kolar, bang Karnataka, Ấn Độ.